# 김진야
김진야(金眞冶, 1998년 6월 30일 ~ )는 대한민국의 축구 선수로 현재 K리그1 대전 하나 시티즌에서 왼쪽 풀백, 오른쪽 풀백, 오른쪽 윙어로 활동 중이며 2018년 아시안 게임 금메달리스트이다.

## 어린 시절
인천광역시 연수구 출생으로 초등학교 2학년 때 축구를 처음 시작했으며 이후 인천 남동초등학교, 광성중학교, 인천 대건고등학교를 거쳤다.

## 구단 경력

### 인천 유나이티드
2017 시즌을 앞두고 인천 유나이티드 입단을 통해 프로에 정식 입문한 뒤 광주 FC와의 2017년 K리그1 17라운드 홈 경기에서 대건고등학교 선배 김용환의 결승골을 어시스트하며 프로 데뷔 2경기만에 첫 공격포인트를 올렸다.
이후 제주 유나이티드와의 2018년 K리그1 12라운드 홈 경기에서 프로 데뷔골을 신고하는 등 2019 시즌까지 공식전 74경기 1득점 3어시스트를 기록하면서 인천의 수비라인을 든든히 지켰다.

### FC 서울
2020 시즌을 앞둔 2019년 12월 13일 FC 서울 트레이드가 공식 발표된 뒤 강원 FC와의 2020년 K리그1 개막전에 선발로 출전하며 서울 이적 후 첫 경기를 치렀고 팀의 성적이 점점 추락을 거듭하던 2020 시즌 공식전에서 24경기 3어시스트의 성적을 남기며 한승규, 오스마르 이바녜스와 더불어 서울에서 활약이 가장 도드라진 선수라는 호평을 받았다.
그 후 2021 시즌에서는 주로 윤종규와 함께 오른쪽 풀백 자리에 로테이션으로 출전했고 전반기까지는 꾸준히 출전했으나 전 시즌과는 달리 부상의 여파로 인해 이렇다할 활약을 보이지 못했으며 그나마 포항 스틸러스와의 2021년 K리그1 38라운드 최종전에서 많은 활동량과 반대발 활용이 가능한 인버티드 풀백으로서 준수한 활약을 펼치며 2-1 승리에 일조하긴 했지만 2021 시즌 리그 18경기 출전에 그쳤다.
그러나 2022 시즌에 들어서면서 기량을 점차 회복해나갔고 결국 2022 시즌에서 팀의 부주장으로서 공식전 40경기 1골 3어시스트로 서울의 극적인 K리그1 잔류, 2022년 FA컵 준우승에 기여했다.

## 국가대표팀 경력
2018년 자카르타-팔렘방 아시안게임 남자축구대표팀으로 선발되었다. 공격수역할이 아닌 측면 수비수 역할을 맡으면서도 조별리그 1차전부터 결승전까지 7경기에 모두 출전하여 대한민국의 금메달 수확에 큰 공을 세웠다.

## 수상

### 팀
- 아시안 게임 축구 금메달 : 2018
- AFC U-23 챔피언십 우승 : 2020